# Croce di Francesco Giuseppe
La croce di Francesco Giuseppe I fu una medaglia di benemerenza creata nell'ambito dell'Impero austriaco.

## Storia
La croce di Francesco Giuseppe I venne approvata come riconoscimento da Francesco Giuseppe I d'Austria, ma venne conferita solo col suo successore Carlo I, a partire dal 28 novembre 1916. Essa veniva concessa per ricompensare lo staff militare personale dell'imperatore Francesco Giuseppe, che lo aveva servito fedelmente negli anni della prima guerra mondiale, dal 1914 al 1916.

## Insegne
La medaglia consisteva in una croce genovese realizzata in ferro scuro. Tra le braccia della croce, si trovava una corona d'alloro del medesimo metallo mentre il medaglione centrale riportava in argento l'iscrizione "MILITANTIBVS A LATERE MEO e MCMXIV - MCMXVI", circondanti le iniziali "FJI" (Franciscus Josephus Imperator).
La medaglia era indossata sulla parte destra del petto.